# Leopold Antonín z Firmianu
Leopold Antonín Eleuterius říšský svobodný pán z Firmianu (německy Leopold Anton Eleutherius Reichsfreiherr von Firmian, 27. května 1679, Mnichov - 22. října 1744, Salcburk) byl biskup lavantský, sekavský a lublaňský. Nakonec byl roku 1727 zvolen salcburským knížetem a arcibiskupem (princeps et archiepiscopus salisburgensis).

## Původ

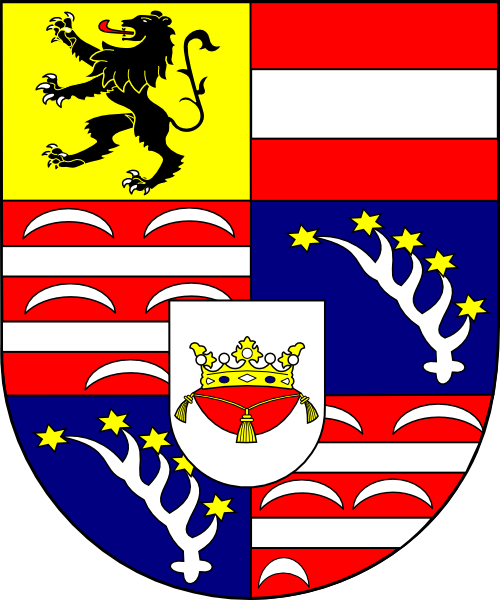
Osobní znak arcibiskupa Leopolda Antonína z Firmianu

Leopold Antonín z Firmianu se narodil v Mnichově jako syn císařského vyslance Františka Viléma svobodného pána z Firmianu, šlechtického rodu s původem v Tyrolsku se sídlem ve Formigaru, dnešním Sigmundskronu, a jeho manželky Marie Viktorie hraběnky z Thunu-Hohenštejna. Jeho strýc Jan Arnošt z Thun-Hohenštejna byl biskupem sekavským v letech 1679 až 1687 a kníže-arcibiskupem salcburským v letech 1687 až 1709.

## Život
Navštěvoval tyrolské jezuitské gymnázium, v roce 1694 se stal domicelárem v Tridentu a Salcburku, později byl žákem koleje svatého Apolináře v Římě, kde roku 1707 přijal kněžské svěcení, a od roku 1709 působil opět v Salcburku. Zde se v roce 1713 stal proboštem a o rok později děkanem salcburské kapituly.
V roce 1718 byl papežem Klementem XI. jmenován biskupem lavantským. Biskupské svěcení mu 22. května 1718 udělil úřadující kníže-arcibiskup salcburský, František Antonín z Harrachu. Papež Benedikt XIII. je roku 1724 ustanovil navíc biskupem diecéze sekavské (Graz-Seckau). Roku 1727 se stal císařským tajným radou a nadto byl jmenován ještě biskupem lublaňským, a krátce nato byl zvolen arcibiskupem Salcburského knížecího arcibiskupství. V roce 1738 mu papež Klement XII. udělil titul Excelsus („Výsost“), avšak kýžené kardinálské hodnosti se mu však dosáhnout nepodařilo.

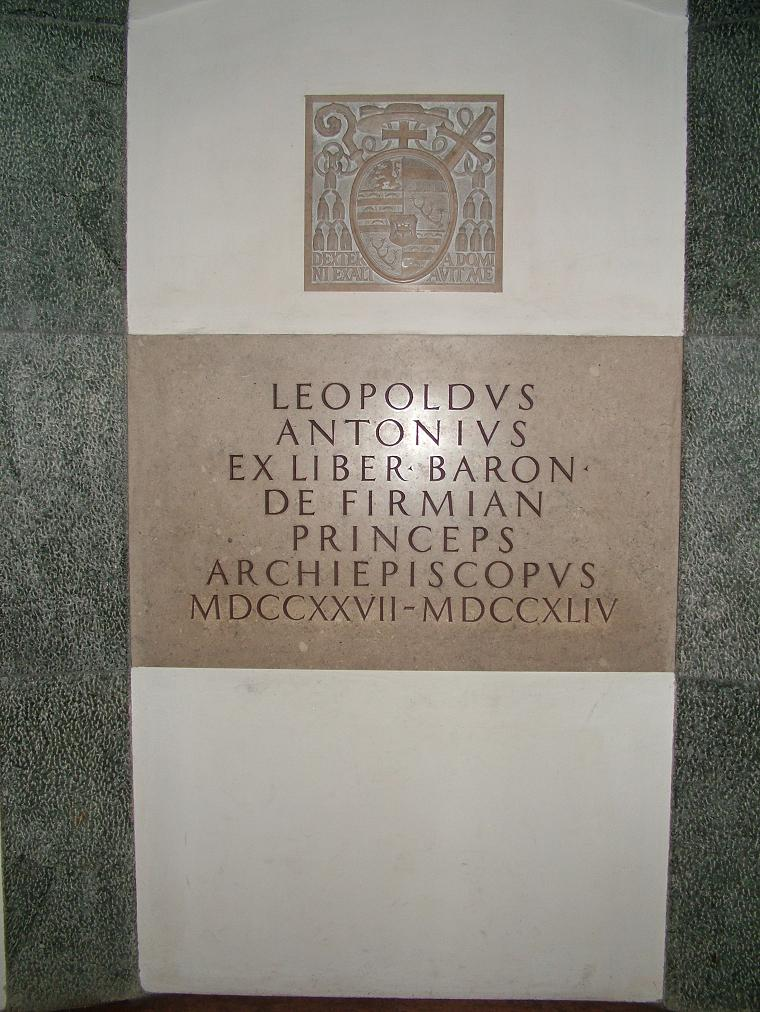
Náhrobek arcibiskupa Firmiana v salcburské katedrále sv. Ruperta a Virgila

Arcibiskup Leopold Antonín z Firmianu zemřel 22. října 1744 v Salcburku a byl pochován 4. listopadu v kryptě salcburské katedrály.

## Působení
Jeho cílem bylo navrácení „staré moci a nádhery“ katolické církvi. Podle tohoto hesla se snažil přesvědčit v knížecích arcibiskupstvích žijící protestantskou menšinu (především pak v Pongavě) ke katolické víře. Nechal například kázat jezuity na návsích, přičemž povinni účastnit se byli všichni tamní obyvatelé pod pohrůžkou trestu. To však nepřineslo očekávaný výsledek, nechal na radu svého dvorního kancléře Hieronyma Cristaniho von Rall během tří měsíců vystěhovat ze země všechny protestanty. (Sloužící byli většinou bez předchozího varování na místě zatčeni a neprodleně vyvezeni ze země). K prosazení svého záměru pozval Firmian do Salcburku více než 6000 rakouských vojáků.
Více než 20 000 osob muselo pro svou víru opustit vlast (salcburští exulanti). Naprostá většina z nich našla nový domov v Prusku. Více než pětina vyhoštěnců nepřežila snahy o emigraci. Pro Salcbursko měla celá akce katastrofální hospodářské důsledky. Po vyhnání protestantů nechal Firmian území salcburské arcidiecéze rozdělit do čtyř misijních oblastí: augustiniánské, kapucínské, benediktinské a františkánské.